# Travařík obecný
Travařík obecný (Crambus lathoniellus) je druh motýla z čeledi travaříkovitých (Crambidae). Je rozšířen v Evropě a částečně v Asii.

## Popis
Dospělci dosahují rozpětí křídel 18–22 mm (vzácně až 24 mm). Přední křídla jsou u samců bělavá až světle okrová, u samic bývají světlejší. Typickým znakem je podélný bílý pruh, který se táhne od báze křídla k jeho šikmé tmavé linii. Tento pruh je směrem k zadní části zúžený a může obsahovat drobné bílé skvrny. Zadní křídla jsou šedohnědá.
Housenky jsou špinavě hnědé, s hnědým až žlutohnědým štítem na hlavě a krku.

## Rozšíření
Travařík obecný je rozšířen po celé Evropě kromě jižních částí Středomoří. V Norsku a Švédsku dosahuje jeho areál až k polárnímu kruhu. Na východě zasahuje přes Sibiř až na Dálný východ a Sachalin.

## Biotop
Tento druh obývá otevřené travnaté plochy, včetně suchých luk a vlhkých pastvin.

## Ekologie
Travařík obecný má jednu generaci ročně. Dospělci se vyskytují od května do srpna. Jsou aktivní převážně v noci, přes den odpočívají ve vegetaci, kde lze motýly snadno vyplašit. Larvy žijí v blízkosti země v hedvábných rourkách a živí se trávami, například smilkou tuhou (Deschampsia cespitosa) a druhy rodu metlice (Aira). Larvy přezimují a kuklí se na jaře.

## Podobné druhy
Travařík obecný je vzhledem podobný například druhu Crambus pratellus, který je však větší a má užší křídla.

## Taxonomie
Druh byl poprvé popsán Juliem Zinckenem v roce 1817 jako Chilo lathoniellus. Starší název Crambus pratellus byl v minulosti často nesprávně používán pro tento druh. 